# Jean Marteilhe
Jean Marteilhe (* 1684 in Bergerac; † 6. November 1777 in Culemborg) war ein Hugenotte, der wegen seines evangelischen Glaubens zu lebenslanger Galeerenstrafe verurteilt wurde.

## Leben

### Kindheit
Jean Marteilhe wurde 1684 als Sohn eines Händlerehepaares geboren. Seine Eltern waren überzeugte evangelisch-reformierte Christen und gaben diesen Glauben an ihre Kinder weiter.

### Verfolgung
1700 wurde versucht, die evangelischen Franzosen gewaltsam von ihrem Glauben abzubringen. Das Edikt von Nantes hatte den hugenottischen Familien Schutz vor Verfolgung gewährt; es wurde am 18. Oktober 1685 durch das Edikt von Fontainebleau widerrufen. Im Oktober 1700 wurde Jean Marteilhes Vater inhaftiert, zwei seiner Brüder und eine Schwester wurden zu Eintritten in Klöster gezwungen.

### Flucht nach Paris
Der erst 16-jährige Jean Marteilhe konnte aus seinem Elternhaus fliehen, bevor die Dragoner in das Haus kamen, um die Verhaftungen durchzuführen. Die ganze Stadt und sämtliche Zugänge waren von den Dragonern besetzt, um die Flucht der Einwohner zu verhindern. Marteilhe gelang nachts gemeinsam mit seinem Freund Daniel Legras die Flucht aus seinem Heimatort. Sie liefen die ganze Nacht über durch die Wälder und erreichten am nächsten Morgen Mussidan, einen Ort, der vier Leugen (24 km) entfernt lag. Sie versuchten, in die Niederlande zu fliehen. Nachdem sie sich geschworen hatten, niemals ihren evangelischen Glauben zu widerrufen, auch wenn sie mit Galeeren- oder Todesstrafe bestraft würden, begaben sie sich auf die Hauptstraße nach Paris. Ihr ganzes Vermögen bestand zu diesem Zeitpunkt aus zehn Pistolen, weshalb sie täglich in den schlechtesten Unterkünften logierten.
Nach einer Reise ohne weitere Zwischenfälle erreichten sie am 10. November Paris. Dort wollten sie von Bekannten die einfachste und sicherste Route über die Grenze erkunden. Sie erhielten einen entsprechenden Plan von einem guten Freund und überzeugten Protestanten. Der Plan sollte sie nach Mézières führen, einer Garnisonstadt an der Maas, die damals die Grenze zu den Spanischen Niederlanden bildete und am Rand des Ardenner Waldes lag. Der Bekannte sagte ihnen, die einzige Gefahr drohe beim Betreten der Stadt. Diese Gefahr sei ernst zu nehmen, da jeder Fremde verdächtig erscheine. Wer ohne Pass angetroffen werde, werde sofort vor den Gouverneur geführt und inhaftiert. Am Verlassen der Stadt werde aber niemand gehindert. Der Wald werde ihre Reise nach Charleroi begünstigen, etwa sechs oder sieben Leugen (etwa 39 km) von Mézières entfernt. Dort seien sie sicher, da sie dann Frankreich verlassen hätten. Ferner befinde sich in Charleroi eine niederländische Garnison und ein Kommandant, der sie beschützen werde.

### Weiterreise nach Mézières
So machten Jean Marteilhe und sein Freund sich auf den Weg nach Mézières. Die Reise verlief ereignislos, da nur die Straßen über die Grenze überwacht wurden. Sie erreichten eines Nachmittags um 16 Uhr einen Hügel, etwa eine Viertel Leuge (etwa 1,5 km) von Mézières entfernt, von dem aus sie die Stadt und das Tor betrachten konnten. Sie stellten fest, dass eine wegen des schönen Wetters reich frequentierte Brücke über die Maas zu dem Tor führte und beschlossen, sich unter die Einwohner zu mischen, um den Blicken des Wächters zu entgehen. Um nicht als Reisende identifiziert zu werden, entleerten sie ihre Ranzen, zogen ihre sämtlichen Hemden an und steckten die Ranzen in die Taschen. Dann säuberten sie ihre Schuhe und kämmten ihr Haar. Sie trugen keine Schwerter, da das damals in Frankreich verboten war. Sie begaben sich zu der Brücke und gingen mit den Einwohnern auf und ab, bis ein Trommelschlag das Schließen der Tore ankündigte. Die Menschenmenge, in der sich die beiden Flüchtlinge verborgen hielten, hastete in die Stadt zurück. So gelangten sie wie geplant ungesehen in die Stadt.

### Übernachtung in und Flucht aus Mézières
Jean Marteilhe und sein Freund konnten die Stadt nicht sofort durch das gegenüberliegende Tor wieder verlassen, da dieses ebenfalls geschlossen wurde. Sie mussten also in der Stadt übernachten, was sie in der nächstbesten Herberge taten. Da der Gastwirt nicht anwesend war, empfing sie dessen Ehefrau. Sie bestellten ihr Abendessen. Um 21 Uhr traf der Wirt ein. Seine Frau informierte ihn über die beiden Fremden. Diese hörten von ihrer Kammer aus, wie der Wirt seine Frau fragte, ob sie einen Erlaubnisschein des Gouverneurs hätten. Als die Frau dies verneinte, sagte er: „Jade, willst du uns ruinieren? Du kennst die rigorose Verfolgung logierender Fremder ohne Erlaubnis. Ich muss sofort mit ihnen zum Gouverneur gehen.“ Er ging in die Kammer der Fremden und fragte sie höflich, ob sie mit dem Gouverneur gesprochen hätten. Sie antworteten, dass sie nicht wüssten, dass dies für eine einzige Übernachtung notwendig sei. Der Wirt meinte: „Es würde mich 1000 Kronen kosten, wenn der Gouverneur wüsste, dass ich euch ohne Erlaubnis beherbergt habe. Habt ihr denn einen Pass, der es euch erlaubt, die Grenzstädte zu betreten?“ Sie antworteten, dass sie bestens mit Papieren ausgestattet seien. Der Wirt antwortete: „Das ändert die ganze Angelegenheit und bewahrt mich vor der Schande, euch ohne Erlaubnis beherbergt zu haben; ihr müsst aber immer noch mit mir zum Gouverneur gehen, um eure Pässe vorzuzeigen.“ Sie antworteten, dass sie sehr müde und erschöpft seien und ihn gern am nächsten Morgen begleiten würden. Der Wirt willigte ein.
Sie beendeten ihr Abendessen und konnten trotz des guten Betts nicht schlafen. Die ganze Nacht verbrachten sie zunächst mit fruchtlosen Vorschlägen, was man dem Gouverneur sagen könne, dann mit Gebeten, dass Gott ihnen die Kraft zum furchtlosen Bekenntnis geben möge, wenn er sie nicht vor der Gefangenschaft bewahren wolle. Sie standen früh im Morgengrauen auf und stiegen in die Küche hinab, die im Erdgeschoss nahe der Straßentür lag und wo der Gastwirt und seine Frau schliefen. Die beiden Flüchtlinge benahmen sich, als wollten sie das Haus verlassen, bevor der Wirt erwachte. Dieser fragte sie, was der Grund für ihr frühes Aufstehen sei. Sie antworteten, dass sie sofort ihr Frühstück einnehmen wollten, damit sie gleich nach ihrem Besuch beim Gouverneur ihre Reise fortsetzen könnten. Der Gastwirt stimmte zu, wies seinen Diener an, einige Würste zu braten und stand auf. Als sie beobachteten, dass der Diener die Straßentür öffnete, baten sie darum, einen Moment vor die Tür gehen zu dürfen. Der Wirt schöpfte keinerlei Verdacht, so dass die Flüchtlinge entkommen konnten, ohne sich zu verabschieden oder ihre Rechnung zu zahlen. Sie sahen keine andere Möglichkeit. Auf der Straße fanden sie einen kleinen Jungen, von dem sie den Weg zum Charleville-Tor erfragten, durch das sie die Stadt verlassen wollten. Sie befanden sich in der Nähe und konnten das Tor problemlos passieren, als es geöffnet wurde.

### Weiterreise nach Couvé
Jean Marteilhe und Daniel Legras betraten Charleville, eine kleine Stadt ohne Tor und Garnison, einen Schuss von Mézières entfernt. Sie nahmen dort schnell ihr Frühstück ein und verließen den Ort, um den Ardenner Wald zu betreten. Es hatte in der Nacht gefroren, was den Wald unwirtlich erscheinen ließ. Er wurde von zahlreichen Straßen durchquert. Den Flüchtlingen war unbekannt, welche nach Charleroi führen würde, sie befragten daher einen Passanten. Dieser riet ihnen davon ab, die Reise durch den Wald fortzusetzen, da die Straßen sich weiter verzweigen würden und sie lange Zeit zu keinerlei Dörfern gelangen würden. Er schätzte, dass sie als Fremde 12 bis 15 Tage umherirren würden. Ferner könnten sie in dem Wald Raubtieren begegnen und seien in Gefahr, an Kälte und Hunger zu sterben. Sie boten ihm einen Louis d’or, falls er sie nach Charleroi führen würde. Der Passant verweigerte ihnen seine Hilfe, da er sie als flüchtige Hugenotten erkannte, wies ihnen aber einen sichereren Weg außerhalb des Waldes. Sie bedankten sich und folgten dem Rat. Sie erreichten am Abend ein Dorf, das er ihnen genannt hatte, und übernachteten dort.
Am nächsten Morgen folgten sie, wie beschrieben, dem Weg nach rechts und ließen die Stadt Rocroy links liegen. Der Fremde hatte ihnen, vielleicht aus Unkenntnis, verschwiegen, dass der Weg sie hier durch einen sehr schmalen Engpass namens Guet du Sud zwischen zwei Bergen führen würde. Dort befand sich eine Wache französischer Soldaten, die alle Fremden anhielten, die keinen Pass hatten, und sie ins Gefängnis nach Rocroy brachten. Ohne von dieser Gefahr zu wissen, betraten die beiden Flüchtlinge den Engpass, als es so heftig regnete, dass der diensthabende Wächter sich in sein Wachhaus zurückzog. Sie konnten die Wache mithin passieren, ohne bemerkt zu werden.
So erreichten sie völlig durchnässt die kleine Stadt Couvé. Damit waren sie vorübergehend in Sicherheit, da diese Stadt nicht zu Frankreich gehörte, sondern dem Fürsten von Lüttich. Dort befand sich eine Burg, die mit niederländischen Truppen besetzt war. Ihr Gouverneur gewährte jedem Flüchtling sicheres Geleit nach Charleroi, der darum bat. Dieser Umstand war Marteilhe und seinem Freund allerdings nicht bekannt. Sie betraten ein Gasthaus, um sich zu trocknen und etwas zu essen. Als sie sich niedersetzten, wurde ihnen ein Krug Bier mit zwei Henkeln ohne Gläser vorgesetzt. Als sie um solche baten, antwortete der Wirt, er habe beobachtet, dass sie Franzosen seien, und dass es in ihrem Land Sitte sei, aus dem Krug zu trinken. Die Flüchtlinge bestätigten es. Diese harmlos und irrelevant erscheinende Konversation sollte schwerwiegende Folgen haben, da sich im selben Raum zwei Männer aufhielten, einer war ein Einwohner des Ortes, der andere ein Wildhüter des Fürsten von Lüttich. Letzterer begann, sie sorgfältig zu mustern, sprach sie schließlich an und meinte, dass er jede Wette eingehen würde, dass sie keine Rosenkränze in ihren Taschen tragen würden. Marteilhes Begleiter nahm eine Prise Schnupftabak, zeigte dem Wildhüter die Dose und meinte, dies sei sein Rosenkranz. Damit war für den Wildhüter ihre Identität als flüchtige Protestanten bestätigt. Er beschloss, Marteilhe und Legras zu verraten, da der persönliche Besitz von ergriffenen Flüchtlingen dem Denunzianten übergeben wurde.

### Verhaftung
Der Passant, dem Jean Marteilhe und sein Freund im Wald begegnet waren, hatte ihnen geraten, sich beim Verlassen von Couvé nach links zu wenden, um nicht mehr auf französisches Territorium zu geraten. Als sie diesem Rat folgten, kam ihnen aber ein berittener Offizier entgegen. Verängstigt wie sie waren, zogen sie es vor, dem Offizier auszuweichen und umzukehren, damit er sie nicht anhalten konnte. So gerieten sie auf einer anderen Straße in die Nähe der kleinen Stadt Mariembourg, die wieder zu Frankreich gehörte. Da die Stadt nur über ein Tor verfügte, war eine Durchreise nicht möglich. Sie beschlossen also, sie rechts liegen zu lassen und, sich links haltend, nach Charleroi weiterzureisen, ihrem früheren Plan entsprechend. Der Wildhüter war ihnen heimlich in einiger Entfernung gefolgt.
Als sie in der Abenddämmerung vor Mariembourg, eine Leuge (etwa 6 km) von Couvé entfernt, eintrafen, beschlossen sie, in einem Gasthaus gegenüber dem Stadttor einzukehren, um dort die Nacht zu verbringen. Sie erhielten einen Raum und konnten sich an einem guten Feuer trocknen. Nach einer halben Stunde trat ein Mann ein, den sie für den Gastwirt hielten. Er grüßte sie sehr höflich und fragte, woher sie kämen und wohin sie gingen. Sie antworteten, dass sie aus Paris kämen und nach Philippeville reisten. Der Mann teilte ihnen mit, dass sie zum Gouverneur von Mariembourg gehen und diesen sprechen müssten. Sie versuchten, den Mann in ähnlicher Weise zu beruhigen wie den Wirt in Mézières. Er bestand aber nachdrücklich darauf, dass sie ihm sofort folgen sollten. Marteilhe sagte seinem Freund auf Patois, damit der Mann sie nicht verstehen konnte, dass sie in der Dunkelheit zwischen dem Wirtshaus und der Stadt entkommen könnten. Sie folgten also dem Mann, der sich als Sergeant der Stadtwache herausstellte. Eine Abteilung von acht Soldaten mit aufgepflanzten Bajonetten erwartete sie auf dem Hof, an der Spitze der Wildhüter. So wurden Marteilhe und sein Freund festgenommen, nach einer Flucht über eine Strecke von mehr als 200 Leugen (knapp 800 km). Ein Entkommen war nun unmöglich.
Sie wurden dem Gouverneur Pallier vorgeführt, der sie nach ihrer Nationalität und ihrem Zielort fragte. Sie bekannten sich zu ihrer französischen Staatsbürgerschaft, gaben sich aber als Friseurlehrlinge auf der Rundreise durch Frankreich aus, die über Philippeville, Maubeuge, Valenciennes und Cambrai in ihre Heimat zurückkehren wollten. Der Gouverneur ließ sie von seinem Diener prüfen, der sich auf das Friseurhandwerk verstand. Zunächst befragte dieser Marteilhes Freund, der tatsächlich Friseur war. Der Diener wurde überzeugt, dass die beiden Friseurlehrlinge seien. Nun befragte der Gouverneur sie nach ihrer Konfession. Sie gaben offen ihren reformierten Glauben zu, da sie in diesem Punkt nicht die Unwahrheit sagen wollten. Als der Gouverneur sie fragte, ob sie nicht in Wahrheit das Land verlassen wollten, leugneten sie es. Die Befragung dauerte insgesamt eine gute Stunde. Der Gouverneur befahl dem Major, sie sicher ins Gefängnis zu geleiten, was dieser mit derselben Eskorte ausführte, welche die Verhaftung durchgeführt hatte.
Auf dem Weg vom Regierungsgebäude zum Gefängnis fragte der Major de la Salle Jean Marteilhe, ob sie wirklich aus Bergerac seien und sagte: „Ich wurde auch eine halbe Leuge von Bergerac entfernt geboren.“ Nachdem de la Salle Marteilhes Namen und Familie in Erfahrung gebracht hatte, rief er aus: „Warum ist euer Vater mein bester Freund; seid beruhigt, meine Kinder. Ich werde euch aus dieser unglücklichen Affäre herausbringen, und ihr werdet nach zwei oder drei Tagen frei sein.“ Als sie am Gefängnis ankamen, fragte der Wildhüter den Major, ob er die Festgenommenen durchsucht habe, da er wohl eine größere Geldmenge vermutete. Die beiden besaßen aber nur eine Pistole. Der Major bat sie, ihm diese zu übergeben, ohne sie zu durchsuchen. Eine größere Geldmenge hätte bestätigt, dass es sich um Flüchtlinge handelte, während wandernde Lehrlinge in der Regel knapp bei Kasse waren. Dies war wohl der Grund, warum der anscheinend wohlmeinende Major auf eine Durchsuchung verzichtete, neben einer möglichen Antipathie dem Wildhüter gegenüber. Der Wildhüter meinte dazu: „Das ist nicht die Art, auf die Hugenotten behandelt wurden, die nach Holland flohen. Ich weiß, wie man ihr Geld findet.“ und versuchte, sie auf grobe Art selbst zu durchsuchen. Der Major trieb ihn fort mit den Worten: „Gauner, wenn du nicht siehst, das du wegkommst, werde ich dich ordentlich durchbläuen. Denkst du, du kannst mich meine Pflicht lehren?“

### Haft in Mariembourg
Marteilhe und sein Freund wurden in einem Kerker inhaftiert. Mit Tränen in den Augen fragten sie den Major: „Welches Verbrechen haben wir begangen, mein Herr, dass wir wie Kriminelle behandelt werden, die den Galgen oder das Rad verdient haben?“ Der Major antwortete: „Dies sind meine Befehle, Kinder, aber ich werde dafür sorgen, dass ihr hier nicht schlaft!“ Er ging sofort zum Gouverneur und erstattete ihm Bericht, dass er befohlen habe, die Festgenommenen sorgfältig zu durchsuchen, man aber nur eine Pistole gefunden habe, was klar beweisen würde, dass keine Absicht vorlag, das Land zu verlassen. Andere Beweise für Reichsflucht lägen ebenfalls nicht vor. Es sei also gerechtfertigt, die Gefangenen freizulassen. Es war aber der Abend des Tages, an dem der Kurier nach Paris reiste. Während die Festgenommenen zum Gefängnis gebracht wurden, hatte der Gouverneur bereits ein Schreiben an das Gericht abgeschickt, in dem über die Verhaftung informiert wurde. Eine Freilassung ohne Anordnung des Gerichts war nun nicht mehr möglich.
Der Major bat den Gouverneur, die Gefangenen wenigstens vom Kerker in das Haus des Gefängniswärters verlegen zu lassen, er wolle eine Wache vor der Tür postieren lassen, und notfalls mit seinem Kopf für die beiden Gefangenen bürgen. Der Gouverneur willigte ein. So waren Marteilhe und sein Begleiter nur für eine Stunde im Kerker, als der Major mit einem Korporal und einem Wächter zurückkehrte, dem sie anvertraut wurden. Der Major gab den Befehl, dass die beiden Gefangenen sich frei im Haus bewegen durften und suchte ihnen einen Schlafplatz aus. Das Geld, das er von ihnen erhalten hatte, gab er dem Gefängniswärter, um sie davon mit Nahrung zu versorgen. So konnte niemand behaupten, dass es Kriminelle seien, die von der Regierung ernährt werden. Er berichtete ihnen darüber, dass die Verhaftungsnotiz bereits abgeschickt sei, er aber dafür Sorge tragen wolle, dass das Verhörprotokoll so positiv wie möglich für sie ausfallen solle. Das vom Gouverneur abgeschickte Protokoll entsprach tatsächlich diesem Versprechen.
Ein paar Tage nach der Verhaftung Marteilhes wurde der Wildhüter wegen seines Verhaltens gegenüber ihm und Legras auf Bitten des niederländischen Gouverneurs der Burg von Couvé vom Fürsten von Lüttich entlassen und von seinem Grund verbannt.

### Bekehrungsversuche
Das Verhörprotokoll war zwar zu Gunsten der beiden Gefangenen abgefasst worden, enthielt aber die Aussage, dass sie evangelischen Glaubens seien. Für Louis Phélypeaux, marquis de La Vrillière, den Secrétaire d'État de la Religion prétendue réformée (Staatssekretär für die angeblich reformierte Religion) war dies wohl ausschlaggebend und nicht der Vermerk, das die Gefangenen offensichtlich nicht die Absicht hatten, das Land zu verlassen. Er wies jedenfalls den Gouverneur von Mariembourg an, Jean Marteilhe wegen versuchter Landesflucht zu lebenslanger Sklavenarbeit auf der Galeere „La Grande Réale“ zu verurteilen, eine Strafe, die nur auf schwere Vergehen stand.
Der Pfarrer von Mariembourg ließ nichts unversucht, um die beiden Gefangenen von ihrem protestantischen Glauben abzubringen. Für den Fall der Konversion zum Katholizismus versprach man ihnen die Freilassung nach einer Unterweisung und einem formellen Widerruf ihres vorherigen Glaubens. Sie wären dann nach Bergerac zurückgebracht worden. Der Major hatte diese Anweisungen des Staatssekretärs den beiden Gefangenen vorzulesen und sagte ihnen: „Ich soll euch keine Anweisungen geben, was ihr tun solltet, euer Glaube und euer Gewissen müssen entscheiden. Alles, was ich euch sagen kann, ist, dass euer Widerruf euch sofort die Tür eures Gefängnisses öffnen wird, und dass, wenn ihr es nicht macht, ihr mit Sicherheit auf die Galeeren gehen werdet.“ Sie antworteten, dass sie ihre ganze Hoffnung auf Gott setzten, sich seinem Willen beugen wollten, keine menschliche Hilfe erwarteten, und niemals, wie sie es ausdrückten, die göttlichen und wahren Prinzipien ihrer heiligen Religion aufgeben würden. Sie dankten dem Major für seine Bemühungen, und versprachen ihm, für ihn zu beten.
Ihre Pistole, die entladen worden war, wurde dem Gefängniswärter übergeben. Pro Tag erhielten sie 1½ Pfund Brot als offizielle Ration, vom Gouverneur und dem Major erhielten sie aber ausreichend zusätzliche Nahrungsmittel. Auch der Pfarrer, der die Gefangenen konvertieren wollte, und die Nonnen eines städtischen Klosters sandten ihnen gelegentlich Nahrung. Dadurch konnten die Gefangenen den Gefängniswärter und seine Familie ernähren.
Der Pfarrer besuchte sie fast täglich und übergab ihnen einen kontroversen Katechismus, der die Richtigkeit der römisch-katholischen Konfession beweisen sollte. Die Gefangenen setzten den Katechismus des Drelincourt entgegen, über den sie verfügten. Der Pfarrer gab diesen Bekehrungsversuch auf. Dann stellte er seine Gesprächspartner vor die Wahl, aufgrund der Tradition oder der Heiligen Schrift zu diskutieren, wobei sie sich für Letzteres entschieden, und er sie nicht widerlegen konnte. Nach drei oder vier solchen Gesprächen gab der Pfarrer auch diesen Versuch auf. Dann versuchte er es mit weltlichen Verlockungen. Er hatte eine junge und, nach Marteilhes Schilderung, schöne Nichte, die er an einem Tag unter dem Vorwand eines Besuchs aus Nächstenliebe mitbrachte. Er versprach, sie Marteilhe zur Frau zu geben, mit einer großen Mitgift, falls er sich ihrer Konfession anschließen werde, und drückte die Annahme aus, dass der andere Gefangene dann wohl seinem Beispiel folgen werde. Marteilhe lehnte dies ab, wobei auch, wie er selbst schrieb, seine Verachtung gegenüber Priestern und deren Familien deutlich wurde. Der Pfarrer wurde wütend und teilte mit, dass er dem Gouverneur und dem Richter sagen werde, dass er keine Hoffnung auf eine Bekehrung der Gefangenen habe, dass sie störrische Gesellen seien, die durch Beweise und Vernunft nicht zu überzeugen seien, und dass sie Schurken seien, die unter dem Einfluss des Teufels stünden.
Aufgrund dieser Aussage wurde beschlossen, sie vor Gericht zu stellen. Der örtliche Richter und sein Registrator kamen, um die beiden juristisch im Gefängnis zu verhören.

### Urteil
Der Urteilsspruch wurde zwei Tage später (im Jahre 1701) gesprochen und lautete: „Nachdem genannte Jean Marteilhe und [sein Gefährte] Daniel Legras von uns (…) überführt worden sind, sich zu der vermeintlichen reformierten Religion zu bekennen und sich unterstanden zu haben, aus dem Königreich zu entweichen, um ihre Religion frei zu bekennen, so verurteilen wir sie zur Strafe dafür auf Lebenszeit zu den Galeeren des Königs.“ Hinzu kam der Entzug ihres Vermögens. Grund war nur, dass man sie in Grenznähe ohne Pass aufgegriffen hatte.
Nach der Verlesung des Urteilsspruches fragte der Richter, ob die Verurteilten an das Parlament in Tournay appellieren wollten, zu dessen Zuständigkeitsbereich Mariembourg gehörte. Sie antworteten, sie wollten nur beim Tribunal Gottes gegen das aus ihrer Sicht schändliche Urteil appellieren, dass alle Menschen gegen sie seien, und dass sie nur Gott vertrauten, der ein gerechter Richter sei. Der Richter bat darum, nicht ihn für die Strenge des Urteils verantwortlich zu machen, da er nur die Befehle des Königs befolgt habe. Marteilhe antwortete, dass der König nichts davon wisse, dass er beschuldigt werde, das Königreich verlassen zu wollen, und dass auf das evangelische Bekenntnis nicht die Galeerenstrafe stehe. Der Richter habe aber das Urteil mit der versuchten Flucht aus dem Königreich begründet, ohne entsprechende Beweise oder auch nur die Suche danach. Der Richter beantwortete dies damit, dass es nur eine Formalität sei, die Anordnungen des Königs auszuführen. Marteilhe meinte, dann sei er kein Richter, sondern nur ein Vollstrecker königlicher Befehle. Der Richter empfahl erneut die Berufung an das Parlament, was die Verurteilten erneut ablehnten, da ihnen bewusst sei, dass das Parlament den Anordnungen des Königs ergeben sei, und dass es Beweise nicht besser würdigen werde als der Richter. Dieser beschloss, für die Verurteilten an das Parlament zu appellieren. Den Gefangenen war dies bereits vorher bekannt, da kein untergeordneter Richter ein Urteil fällen konnte, das eine körperliche Bestrafung umfasste, ohne dass dieses durch das Parlament ratifiziert wurde. Der Richter empfahl ihnen, sich auf die Abreise nach Tournay vorzubereiten. Sie antworteten, dass sie für alles bereit seien.
Am selben Tag wurden sie wieder im Kerker inhaftiert, den sie erst für die Reise nach Tournay wieder verließen. Vier Bogenschützen begleiteten sie dorthin, die ihre Hände fesselten und sie mit Stricken aneinander banden. Sie mussten den Weg zu Fuß zurücklegen, was Marteilhe als sehr schmerzhaft beschrieb. Sie reisten über Philippeville, Maubeuge und Valenciennes nach Tournay. Jeden Abend wurden sie unter schlechten Haftbedingungen eingekerkert und erhielten lediglich Brot und Wasser. Sie bekamen weder ein Bett, noch Stroh, um darauf zu ruhen. Marteilhe war der Meinung, sie seien nicht schlechter behandelt worden, wenn sie zum Rädern oder Hängen verurteilt worden wären. In Tournay angekommen, wurden sie im Gefängnis des Parlaments inhaftiert.
Die Berufung misslang.

### Galeerenstrafe
Auf der Galeere, auf der sich über 40 weitere evangelische Sklavenarbeiter befanden, wurden die Bekehrungsversuche fortgesetzt. Anfangs wurden die Sträflinge gezwungen, an der katholischen Messe teilzunehmen, kniend, in ehrerbietiger Haltung. Wer sich weigerte, musste die Bastonade erdulden; Marteilhe beschrieb diese disziplinarische Maßnahme später wie folgt:
„Man entkleidet den Unglücklichen, der dazu verurteilt ist, vom Gürtel an bis oben, ganz nackt. Danach legt man ihn mit dem Bauch quer über den Köker der Galeere, so daß seine Beine nach seiner Bank und seine Arme nach der entgegengesetzten Bank herabhängen. Man lässt ihm die Beine durch zwei Sträflinge und die beiden Arme durch zwei andere halten. Hinter ihm steht ein Aufseher, der mit einem Tau auf einen kräftigen Türken loshaut, damit dieser aus allen Kräften mit einem starken Tau auf den Rücken des armen Delinquenten schlägt.“
Die Sterblichkeitsrate dieser in der französischen Geschichte insgesamt 1550 evangelischen Galeerensklaven lag bei knapp 50 %, die meisten starben in den ersten drei Jahren. Manche schworen ab und wurden freigelassen, andere erduldeten die Strafe für ihren Glauben für viele Jahrzehnte, bis sie entlassen wurden.

### Haft in Dünkirchen und Marseille
Jean Marteilhe wurde bei einem Seegefecht schwer verwundet und war fortan körperlich eingeschränkt. Da er dadurch nicht mehr als Rudersklave arbeiten konnte, musste er stattdessen vier Jahre lang als Schreiber in Dünkirchen arbeiten. Als die Stadt von den Engländern belagert wurde, wurde Marteilhe zusammen mit anderen Galeerensträflingen nach Marseille getrieben, ein Marsch, den nur wenige überlebten.

### Freilassung und Exil
Die englische Königin Anna II. setzte schließlich die Freilassung aller evangelischen Galeerensklaven durch. So wurde auch Jean Marteilhe im Sommer 1713 nach 13 Jahren Gefangenschaft freigelassen unter der Auflage, Frankreich für immer zu verlassen. Mit Hilfe evangelischer Freunde konnte er sich eine neue Existenz in Amsterdam aufbauen.
Jean Marteilhe starb im Alter von 93 Jahren im niederländischen Exil.

## Werk
- Daniel de Superville (der Jüngere) (Hg.): Gedenkschriften van eenen protestant, veroordeelt op de galeijen van Vrankryk, ter oorzake van den godsdienst. Jan Daniel Bemann en zoon, Rotterdam 1757 (niederl.), französisch unter dem Titel Mémoires d’un protestant, condamné aux galères de France pour cause de religion. Société des Écoles du dimanche, Paris 1865.
  - Galeerensträfling unter dem Sonnenkönig: Memoiren. Aus dem Französischen von Hermann Adelberg. Hrsg., nach dem Original-Text neu durchgesehen sowie mit Erläuterungen und einem Nachwort von Eberhard Wesemann, Beck, München 1989, ISBN 3-406-32979-9.
  - Autobiography of a French Protestant: Englische Übersetzung, online verfügbar

Es handelt sich um die bislang einzige bekannte Autobiographie eines Galeerensklaven.

## Gedenktag
An Jean Marteilhe wird im Evangelischen Namenkalender am 19. Juli als Stellvertreter für alle hugenottischen Galeerensträflinge erinnert.
Eine komplette Liste aller bekannten Fälle findet sich auf der Webseite des Musée du Désert in Mialet, Cevennen, das den Hugenotten gewidmet ist.